# Hendrik De Zeine
Hendrik Maria Frederic De Zeine (Brugge, 8 mei 1864 - 28 april 1925) was een Belgisch drukker-uitgever, journalist en een Vlaams volksschrijver.

## Levensloop
De Zeine was een zoon van de barbier Willem-Frederic De Zeine en van Pauline Simoens. Hij volgde in Brussel een opleiding tot typograaf. Vanaf 1887 werkte hij in Brugge. Vanaf 1887 werd hij journalist en werkte mee aan het Fondsenblad, de Gazette van Brugge en De Kunstkroniek - Chronique des Arts (1908-1912). In 1898 stichtte hij in de Minderbroedersstraat zijn eigen Praktische Drukkerij op. Van 1901 tot 1913 was hij directeur-hoofdredacteur van het Berichtenblad van Brugge, uitgegeven door drukker Weduwe Bonte-De Jude en van 1907 tot 1914 was hij drukker, directeur en hoofdredacteur van het Bakkersblad, orgaan van het Bakkersverbond der beide Vlaanderen. Van 1908 tot 1914 was hij ook hoofdredacteur van het Brugsch Handelsblad. Van augustus 1917 tot mei 1919 gaf hij in opdracht van het stadsbestuur van Brugge De Stadsbode uit, een blad dat aan de inwoners alle informatie verstrekte die hen nuttig kon zijn.
Na de oorlog werd hij commissaris bij de rechtbank voor oorlogsschade.
Naast deze activiteiten bleef hij ook tot aan zijn dood zijn eigen drukkerij beheren, in de Minderbroedersstraat en op de Ankerplaats.
Hij was een groot muziekliefhebber en zong als tenor in het Brusselse kunstgenootschap De Distel. In Brugge was hij bestuurslid van de Adriaen Willaert's Kring, die tot aan de Eerste Wereldoorlog een belangrijke culturele vereniging was. Hij schreef zelf teksten waarop hij muziek componeerde.
De Zeine was in 1887 getrouwd met Mathilde De Scheemaecker. Ze hadden acht kinderen, onder wie drie zoons, Maurice (1889), Jules (1892) en Leon (1894), die vochten in de Eerste Wereldoorlog. Leon De Zeine sneuvelde op 6 september 1917, 22 jaar oud.
De Zeine publiceerde meer dan 60 boekwerken, in volkse trant, meestal verhalen of toneelstukken. Het grootste deel daarvan werd uitgegeven door de drukker-uitgever Antoon Jozef Witteryck. Hij schreef ook enkele meer geschiedkundige werken, eveneens voor een breder publiek.
In totaal bevatten deze boekwerken 73 vertellingen, twintig Brugse verhalen, achttien 'zedelijke opstellen', dertig toneelstukken, talrijke artikelen in kranten en tijdschriften.
Hij had een broer, Guillaume Leonard De Zeine (1861-1938), redacteur bij het Burgerwelzijn, die net als hij volksschrijver was en die ook Onze Helden aan den IJzer! Vaderlandsche tafereelen uit den Wereldoorlog schreef, uitgegeven door Verbeke-Loys.

## Publicaties
- Schoenlapper of muzikant, kluchtspel in twee bedrijven, 1897.
- Ach! De wereld is verdraaid!, luimig lied, 1900.
- De beul van Lyon, z.d.
- De gebrokene viool, toneelspel in twee bedrijven, 1900.
- Een goochelaarsgezin, 1900.
- De kleine huisvrouw, alleenspraak, 1900.
- De volksverleider, tooneelspel in drie bedrijven, 1900.
- Wat een donderslag!, blijspel in twee bedrijven, 1900.
- Beul en vogelaar, 1901.
- De dierenbeschermer, tweespraak, 1901.
- Beul en vogelaar,  toneelspel in één bedrijf, 1901.
- Doktoor Striep, kluchtige tweespraak, 1901.
- Roosje Babbelkous,  kluchtige alleenspraak, 1901.
- De veldwachter, oorspronkelijk drama in 3 bedrijven en 4 taferelen, 1901
- De les gespeld, tweespraak, 1902.
- Kramer Bommel!, kluchtige alleenspraak, 1903.
- De kleine wijsgeer, luimige alleenspraak, 1903.
- Haupman, de gierigaard of de gevolgen van het liegen, 1905.
- Duivelengift, tooneelspel met zang in twee bedrijven, 1905.
- Jacob de scheepstimmerman of de broederhaat en zelfopoffering, z.d.
- Willem de vioolspeler of het geheim testament, z.d.
- De Wildstrooper en brandstichter, oorspronkelijk drama in vier bedrijven, 1906.
- In grooten nood, oorspronkelijke geschiedenis uit oud-Brugge, 1908.
- Een geheim van Robespierre: geschiedenis uit de Fransche Omwenteling van 1790, z.d.
- Brugge's merkwaardigheden, in: De Stadsbode, van 17 november 1917 tot 10 april 1918.
- De ware schuldige: geschiedenis uit Oud-Brugge (1662), in: De Stadsbode, van 18 januari tot 8 maart 1919.